# FFH-Gebiet Thielenbruch

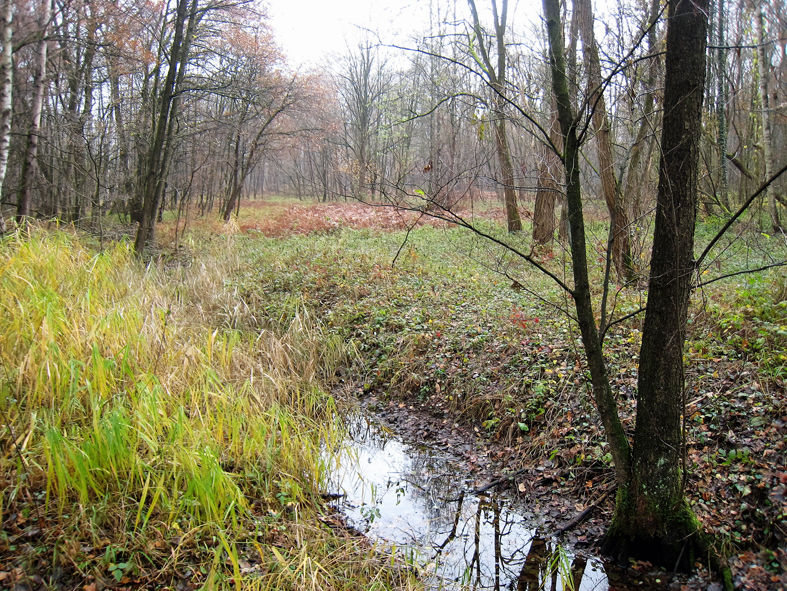
Thielenbruch

Das FFH-Gebiet Thielenbruch ist ein 62 Hektar großes Natura-2000-Gebiet In Nordrhein-Westfalen. Es umfasst ein Naturschutzgebiet in Köln und Teile eines weiteren im Rheinisch-Bergischen Kreis.
Das Natura-2000-Gebiet ist nach der Richtlinie 92/43/EWG (Fauna-Flora-Habitat-Richtlinie) mit der FFH-Gebietsmeldung DE-5008-301 unter dem Namen „Thielenbruch“ registriert. Es setzt sich zusammen aus dem Naturschutzgebiet Thielenbruch und Thurner Wald auf dem Gebiet der Stadt Köln und aus Teilen des Naturschutzgebiets Thielenbruch auf dem Gebiet der Stadt Bergisch Gladbach. Von besonderer Bedeutung ist das Vorkommen der Helm-Azurjungfer und der Bauchigen Windelschnecke. Sodann sind von gemeinschaftlichem Interesse: Pfeifengraswiesen auf lehmigen oder torfigen Böden (6410), Übergangs- und Schwingrasenmoore (7140), kalk- und basenreiche Niedermoore (7230) sowie Erlen-Eschen- und Weichholz-Auenwälder (91E0).